# أريغارون بلوطي الأوراق
أريغارون بلوطي الأوراق (الاسم العلمي:Erigeron quercifolius) هو نوع من النباتات يتبع جنس الأريغارون من الفصيلة النجمية.